# Melker Heier
Melker Jonathan Heier, född 8 maj 2001, är en svensk fotbollsspelare som spelar för IK Sirius i Allsvenskan.

## Klubblagskarriär
Melker Heiers moderklubb är Häljarps IF. I nio-tio-årsåldern flyttade familjen till Landskrona och Heier gick då över till IK Wormo. Efter två-tre säsonger där gjorde han övergången till Landskrona BoIS. Bortsett en kort sväng i spanska InterSoccer Academy under en utbytestermin i Madrid 2019 var Heier därefter Landskrona BoIS trogen under pojk- och juniorlagsåren.
Tillbaka från Spanien-vistelsen fick Heier debutera för Landskrona BoIS A-lag i en träningsmatch mot Eskilsminne IF den 1 februari 2020. I juni samma år skrev han på sitt första A-lagskontrakt. Den 9 augusti 2020 tävlingsdebuterade Heier i 0-2-förlusten mot FC Linköping City i Ettan Södra. Heier gjorde totalt fyra matcher när Landskrona BoIS nådde en andraplats i tabellen och sedan kvalade sig upp till Superettan.
I andra omgången av Superettan 2021 debuterade Heier i den näst högsta serien. Han blev då poängräddare i 1-1-matchen mot Östers IF den 18 april 2021, när han stod för ett inhopp och därefter gjorde 1-1-målet. Två månader senare förlängde han sitt kontrakt med Landskrona BoIS över säsongen 2023.
I januari 2023 blev Heier klar för allsvenska IK Sirius.

## Statistik
Uppdaterad 26 september 2021
| Klubb              | Säsong             | Liga               | Liga    | Liga | Nationell cup | Nationell cup | Ligacup | Ligacup | Internationell cup | Internationell cup | Övrigt  | Övrigt | Totalt  | Totalt |
| Klubb              | Säsong             | Division           | Matcher | Mål  | Matcher       | Mål           | Matcher | Mål     | Matcher            | Mål                | Matcher | Mål    | Matcher | Mål    |
| ------------------ | ------------------ | ------------------ | ------- | ---- | ------------- | ------------- | ------- | ------- | ------------------ | ------------------ | ------- | ------ | ------- | ------ |
| Landskrona BoIS    | 2020               | Ettan Södra        | 4       | 0    | 0             | 0             | -       | -       | -                  | -                  | -       | -      | 4       | 0      |
| Landskrona BoIS    | 2021               | Superettan         | 10      | 2    | 4             | 0             | -       | -       | -                  | -                  | -       | -      | 14      | 2      |
| Totalt i karriären | Totalt i karriären | Totalt i karriären | 14      | 2    | 4             | 0             | 0       | 0       | 0                  | 0                  | 0       | 0      | 18      | 2      |

## Meriter
Landskrona BoIS
- Andraplats i Ettan Södra (1), 2020.